# Ras (título)
Ras (Ge'ez: ራስ, romanizado: ras, literalmente «cabeza») es un título nobiliario en las lenguas etiópicas equivalente a un duque o príncipe. El término Le'ul ras equivale a «duque real». Durante el siglo XVIII el Imperio etíope se dio el período de Zemene Mesafint, «la era de los príncipes» o «jueces», en que la autoridad central se disolvió y los rases gobernaron sus propios territorios de forma independiente hasta que en 1855 Teodoro II reunifico el país.